# Du rêve au cauchemar
 (mai 2020).
Si vous disposez d'ouvrages ou d'articles de référence ou si vous connaissez des sites web de qualité traitant du thème abordé ici, merci de compléter l'article en donnant les références utiles à sa vérifiabilité et en les liant à la section « Notes et références ».
Pour plus de détails, voir Fiche technique et Distribution.
Du rêve au cauchemar (High School Lover) est un téléfilm romantique américain réalisé par Jerell Rosales, diffusé en 2017 sur Lifetime.

## Synopsis
Kelly Winter, une adolescente de 17 ans, tombe amoureuse de Christian Booth, un acteur connu qui a 9 ans de plus qu'elle. Son père, Rick, essaye d'intervenir quand cet amour commence à tourner à l'obsession.

## Distribution
- Paulina Singer (VF : Victoria Grosbois) : Kelley Winters
- François Arnaud (VF : Benjamin Egner) : Christian Booth
- Lana Condor (VF : Nadine Girard) : Allison
- Tyler Alvarez (VF : Gabriel Bismuth) : Larry
- Julia Jones (VF : Ingrid Donnadieu) : Samantha Winters
- James Franco (VF : Anatole de Bodinat) : Rick Winters
- Ashley Aufderheide (VF : Lisa Caruso) : Rachel Winters
- Julian Elijah Martinez (VF : Antoine Fleury) : Timothy West
- Julian Cihi : Journey Segal
- Renee Morrison: Jules Kenny
- Prince Rama : elles-mêmes

## Diffusion
La première diffusion télévisée a eu lieu sur Lifetime.